# Castiglione (Corsica)
Castiglione (in corso Castiglioni) è un comune francese di 41 abitanti situato nel dipartimento dell'Alta Corsica nella regione della Corsica.

## Storia

### Simboli
Lo stemma è stato adottato nell'agosto del 2023. Il castello  fa riferimento al nome del comune, la testa di moro è il simbolo della Corsica, le rose sono un attributo della Madonna, patrona della parrocchia, la forma dell'incappato ricorda che si tratta di un comune di montagna.

## Società

### Evoluzione demografica
Abitanti censiti